# Apis mellifera scutellata
Apis mellifera scutellata és una subespècie d'himenòpter apòcrit de la família dels àpids (Apidae). És una de les subespècies africanes d'abella domèstica (Apis mellifera). És originària de l'Àfrica central i occidental.

## Hibridació amb altres subespècies
En un intent dels apicultors brasilers per augmentar la producció de mel de les abelles, el genetista Warwick Kerr importà al Brasil reines d'abelles d'una subespècie de Tanzània i per descuit se n'escaparen algunes. Aquestes abelles reines africanes es varen aparellar amb abellots locals (europeus) i es produïren poblacions pròsperes que ben aviat van ser anomenades abella africanitzada que, pel seu comportament agressiu reben també el nom d'abelles assassines”. Actualment aquests híbrids es troben a tota Amèrica del Sud i als Estats meridionals dels Estats Units.